# Miroslav Lajčák
Miroslav Lajčák (Poprád, 1963. március 20. –) szlovák diplomata, politikus, 2007. július 2-ától 2009. március 26-áig Bosznia-Hercegovina ENSZ-főképviselője, 2009 januárjától 2010. július 9-éig, majd 2012. április 4-től 2018. március 15-ig ismét Szlovákia külügyminisztere.

## Tanulmányai
Lajčák a pozsonyi Comenius Egyetemen szerzett jogász végzettséget, a külkapcsolati témában írt doktori disszertációját a moszkvai Nemzetközi Kapcsolatok Intézetében (MGIMO) védte meg. Ezen felül a Biztonsági Tudományok George C. Marshall Európai Központjában, a németországi Garmisch-Partenkirchenben is szerzett diplomát.

## Diplomáciai pályafutása
1988-ban csatlakozott a csehszlovák Külügyminisztériumhoz. 1991 és 1993 között Csehszlovákia, majd az állam felbomlása után Szlovákia moszkvai nagykövetségének munkatársa. 1994–1998 között a tokiói nagyköveti posztot töltötte be. 1993–1994-ben Szlovákia akkori külügyminiszterének, majd későbbi miniszterelnökének, Jozef Moravčíknak a kabinetjében is dolgozott. 2001 és 2005 között Lajčák Belgrádban, a Jugoszláv Szövetségi Köztársaságban (majd később Szerbia és Montenegró), Albániában, és Macedóniában volt országa kapcsolattartója. A 2006-os montenegrói függetlenségi népszavazáson az Európai Unió főmegfigyelője volt.
2007. június 30-án Christian Schwarz-Schilling utódjaként a nemzetközi közösség bosznia-hercegovinai főképviselőjévé nevezték ki.
2007. december 16-án a legnagyobb boszniai szerb újság, a Nezavisne novine az év embere címet adományozta Lajčáknak. Két héttel később ugyanezt a címet vehette át a Dnevni Avaz című bosnyák napilaptól.

## Politikai pályafutása
2009. január 26-án Lajčákot nevezték ki Szlovákia külügyminiszterévé, miután elődje, Ján Kubiš az ENSZ Európai Gazdasági Bizottságának végrehajtó titkára lett. 2009. március 26-áig töltötte be Bosznia-Hercegovina ENSZ-főképviselője megbízatását, míg a külügyminiszteri posztot Iveta Radičová kormányának felállásával, 2010. július 9-én adta át utódjának. A 2012-es előrehozott választások után felálló második Fico-kormányban ismét a külügyminiszteri tisztet látja el.

## Magánélete
Folyékonyan beszél angolul, németül, oroszul, bolgárul és szerbhorvátul. Lajčák második felesége, Jarmila Hargašová hírbemondó egy televízióállomásnál.